# Nérondes
Nérondes és un municipi francès, situat al departament de Cher i a la regió de Centre – Vall del Loira. L'any 2007 tenia 1.509 habitants.

## Demografia

### Població
El 2007 la població de fet de Nérondes era de 1.509 persones. Hi havia 601 famílies, de les quals 191 eren unipersonals (76 homes vivint sols i 115 dones vivint soles), 199 parelles sense fills, 171 parelles amb fills i 40 famílies monoparentals amb fills.
La població ha evolucionat segons el següent gràfic:
Habitants censats

### Habitatges
El 2007 hi havia 788 habitatges, 628 eren l'habitatge principal de la família, 70 eren segones residències i 90 estaven desocupats. 707 eren cases i 79 eren apartaments. Dels 628 habitatges principals, 390 estaven ocupats pels seus propietaris, 218 estaven llogats i ocupats pels llogaters i 20 estaven cedits a títol gratuït; 3 tenien una cambra, 41 en tenien dues, 112 en tenien tres, 196 en tenien quatre i 276 en tenien cinc o més. 451 habitatges disposaven pel capbaix d'una plaça de pàrquing. A 301 habitatges hi havia un automòbil i a 195 n'hi havia dos o més.

### Piràmide de població
La piràmide de població per edats i sexe el 2009 era:
| Homes | Edats   | Dones |
| ----- | ------- | ----- |
| 0     | 95 o +  | 12    |
| 8     | 90 a 94 | 36    |
| 4     | 85 a 89 | 44    |
| 4     | 80 a 84 | 28    |
| 40    | 75 a 79 | 32    |
| 44    | 70 a 74 | 64    |
| 56    | 65 a 69 | 60    |
| 28    | 60 a 64 | 52    |
| 32    | 55 a 59 | 32    |
| 68    | 50 a 54 | 68    |
| 56    | 45 a 49 | 32    |
| 36    | 40 a 44 | 64    |
| 80    | 35 a 39 | 60    |
| 48    | 30 a 34 | 44    |
| 36    | 25 a 29 | 48    |
| 32    | 20 a 24 | 20    |
| 44    | 15 a 19 | 32    |
| 76    | 10 a 14 | 60    |
| 52    | 5 a 9   | 48    |
| 40    | 0 a 4   | 32    |

## Economia
El 2007 la població en edat de treballar era de 830 persones, 585 eren actives i 245 eren inactives. De les 585 persones actives 503 estaven ocupades (276 homes i 227 dones) i 82 estaven aturades (31 homes i 51 dones). De les 245 persones inactives 94 estaven jubilades, 60 estaven estudiant i 91 estaven classificades com a «altres inactius».

### Ingressos
El 2009 a Nérondes hi havia 662 unitats fiscals que integraven 1.546,5 persones, la mediana anual d'ingressos fiscals per persona era de 15.375 €.

### Activitats econòmiques
Dels 76  establiments que hi havia el 2007, 7 eren d'empreses extractives, 4 d'empreses alimentàries, 1 d'una empresa de fabricació de material elèctric, 8 d'empreses de construcció, 16 d'empreses de comerç i reparació d'automòbils, 6 d'empreses de transport, 6 d'empreses d'hostatgeria i restauració, 7 d'empreses financeres, 2 d'empreses immobiliàries, 5 d'empreses de serveis, 10 d'entitats de l'administració pública i 4 d'empreses classificades com a «altres activitats de serveis».
Dels 21 establiments de servei als particulars que hi havia el 2009, 1 era una gendarmeria, 1 oficina de correu, 3 oficines bancàries, 1 funerària, 2 tallers de reparació d'automòbils i de material agrícola, 3 paletes, 1 guixaire pintor, 2 fusteries, 1 lampisteria, 1 electricista, 1 perruqueria, 1 veterinari, 1 restaurant, 1 agència immobiliària i 1 saló de bellesa.
Dels 9 establiments comercials que hi havia el 2009, 1 era un hipermercat, 3 fleques, 1 una fleca, 1 una peixateria, 1 una llibreria, 1 una botiga d'equipament de la llar i 1 una joieria.
L'any 2000 a Nérondes hi havia 22 explotacions agrícoles que ocupaven un total de 3.384 hectàrees.

## Equipaments sanitaris i escolars
L'únic equipament sanitari que hi havia el 2009 era una farmàcia.
El 2009 hi havia 1 escola maternal i 2 escoles elementals. Nérondes disposava de 2 col·legis d'educació secundària amb 293 alumnes.

## Poblacions més properes
El següent diagrama mostra les poblacions més properes.